# 高橋笠間
高橋 笠間（たかはし の かさま）は、飛鳥時代の貴族。姓は朝臣。官位は従四位下・左大弁。

## 経歴
文武天皇5年（701年）正月に遣唐大使に任ぜられ（この時の官位は直広参・左大弁）、同年唐に向けて出航するも風浪が激しく渡海できなかった。翌大宝2年（702年）6月に遣唐執節使・粟田真人らは改めて出航し渡唐するが、笠間は同行せずに同年8月になって造大安寺使に任ぜられている。大宝3年（703年）持統上皇の葬儀において造御竈副司を務めた。
和銅3年（710年）正月11日卒去。最終官位は散位従四位下。

## 官歴
『続日本紀』による。
- 時期不詳：左大弁。直広参。
- 文武天皇5年（701年） 正月23日：遣唐大使
- 時期不詳：正五位上
- 大宝2年（702年） 8月4日：造大安寺使
- 大宝3年（703年） 10月9日：造御竃副官（持統上皇葬儀）
- 時期不詳：従四位下